# NGC 5077
NGC 5077 ist eine Elliptische Galaxie mit aktivem Galaxienkern vom Hubble-Typ E3 im Sternbild Jungfrau auf der Ekliptik. Sie ist schätzungsweise 121 Millionen Lichtjahre von der Milchstraße entfernt und hat einen Durchmesser von etwa 80.000 Lichtjahren. Gemeinsam mit NGC 5076 und NGC 5079 bildet sie das Galaxientrio Holm 514.
Das Objekt wurde am 11. Mai 1784 vom deutsch-britischen Astronomen Wilhelm Herschel, zusammen mit NGC 5076 und NGC 5079, mit einem 18,7-Zoll-Spiegelteleskop entdeckt.

## NGC 5077-Gruppe (LGG 343)
| Galaxie  | Alternativname | Entfernung/Mio. Lj |
| -------- | -------------- | ------------------ |
| NGC 5077 | PGC 46456      | 121                |
| NGC 5079 | PGC 46473      | 96                 |
| NGC 5105 | PGC 46664      | 125                |